# 片山津温泉

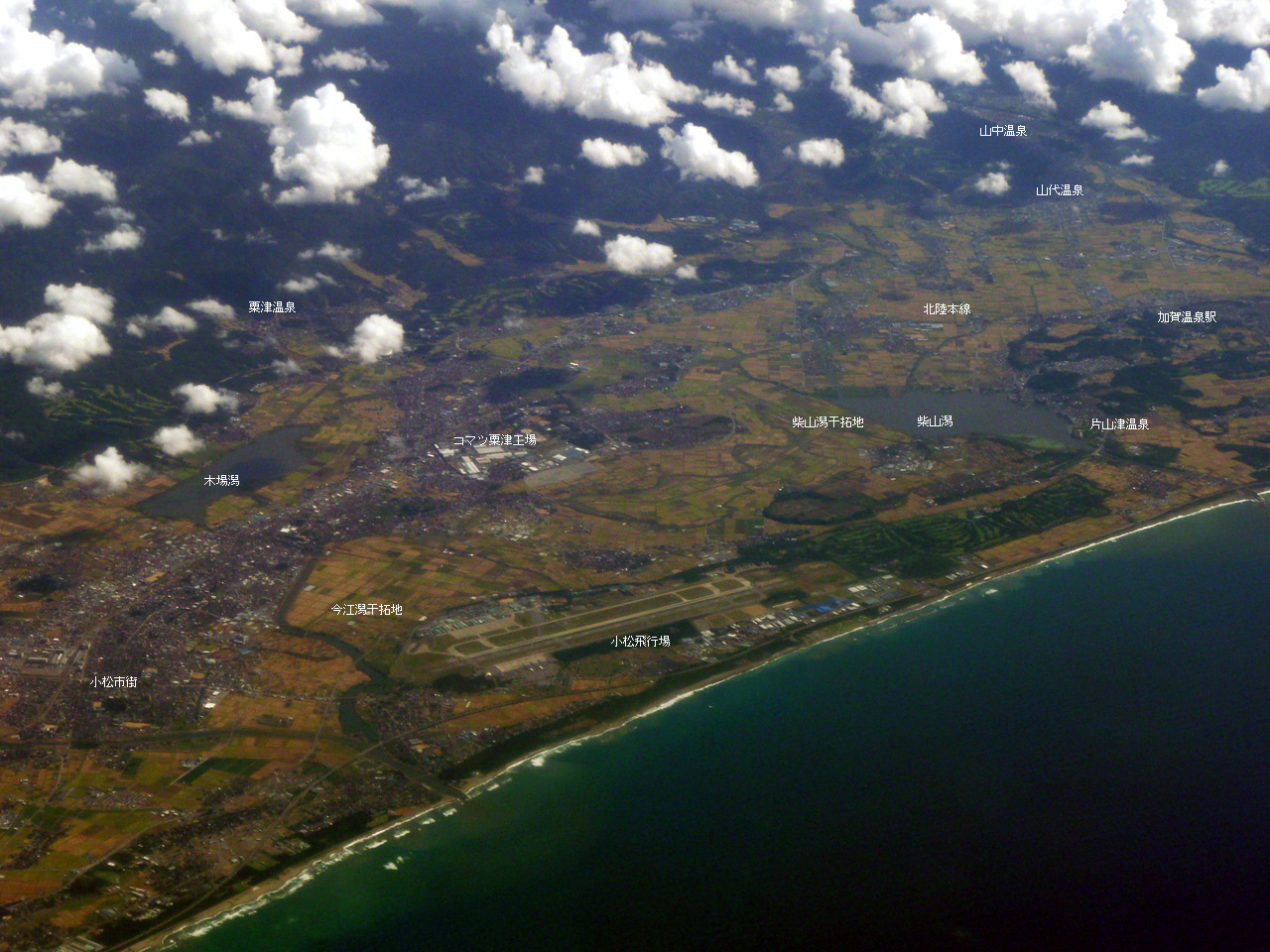
柴山潟湖畔に位置する片山津温泉（空撮写真）

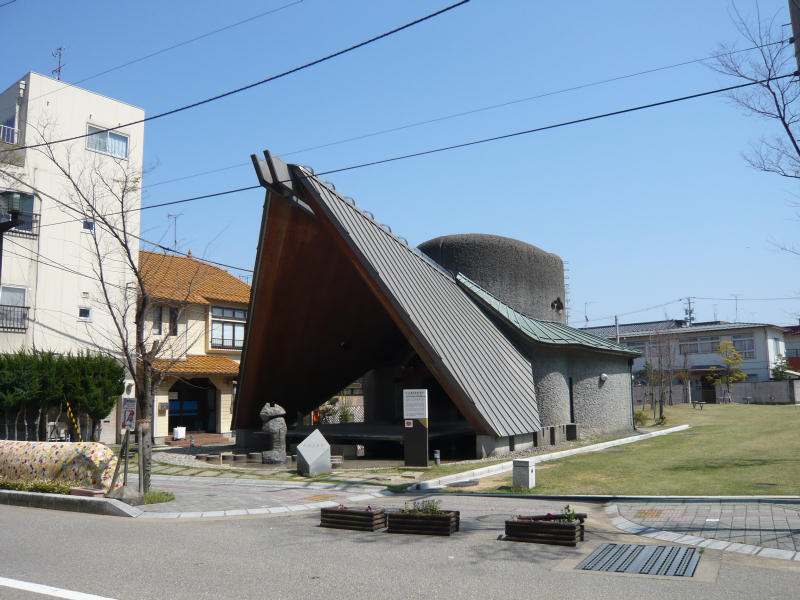
源泉

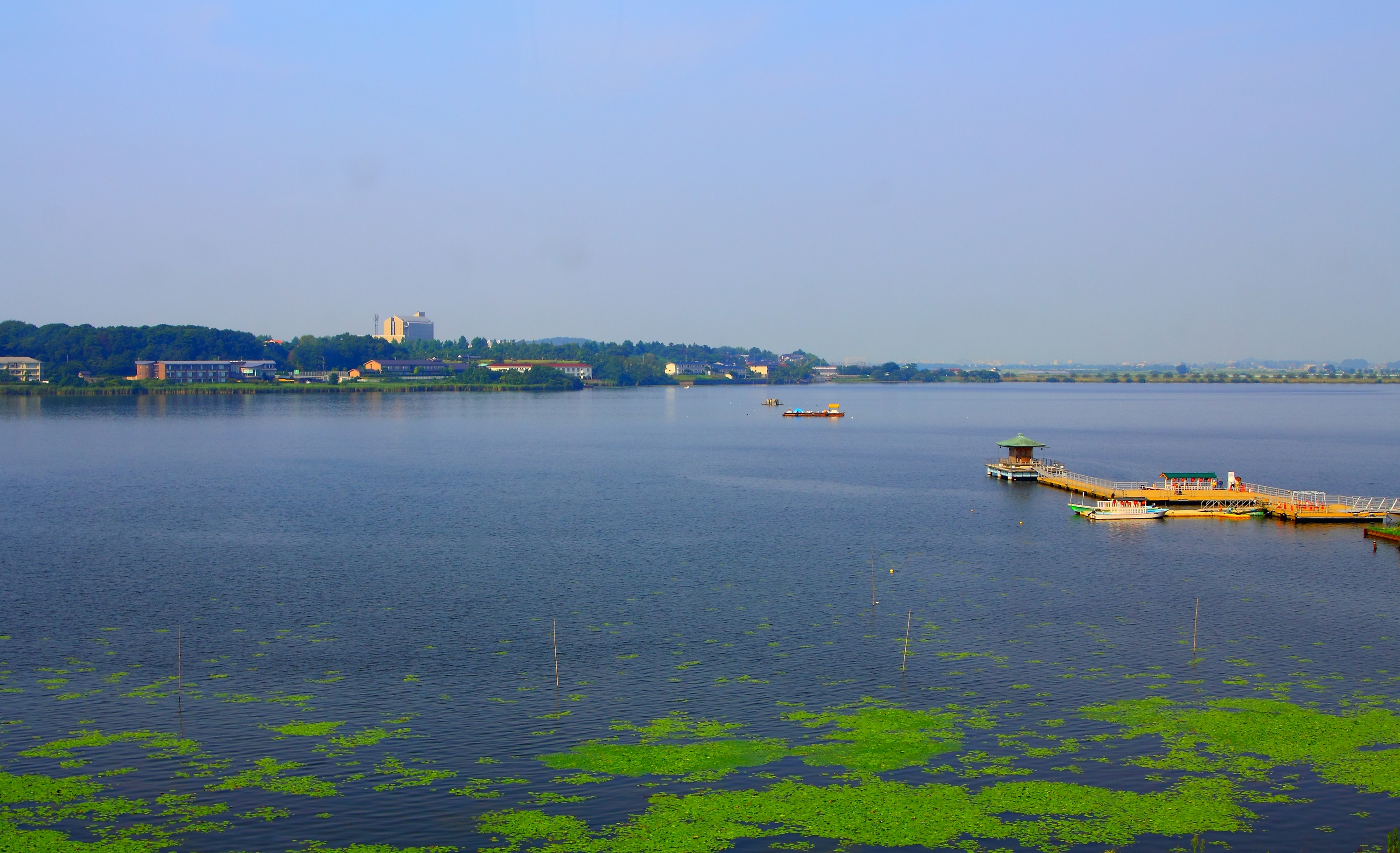
温泉街のホテルから望む柴山潟

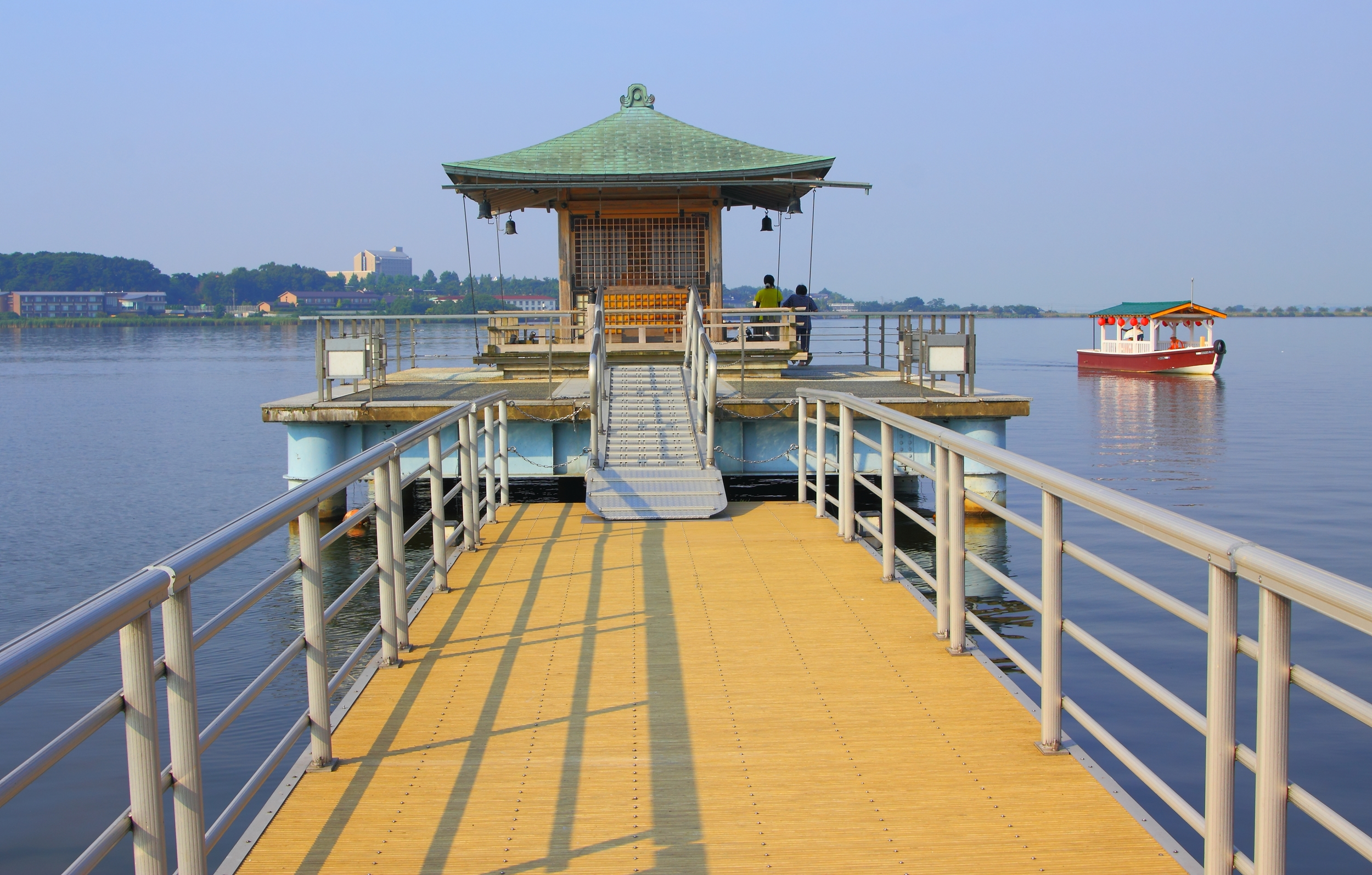
片山津温泉浮御堂

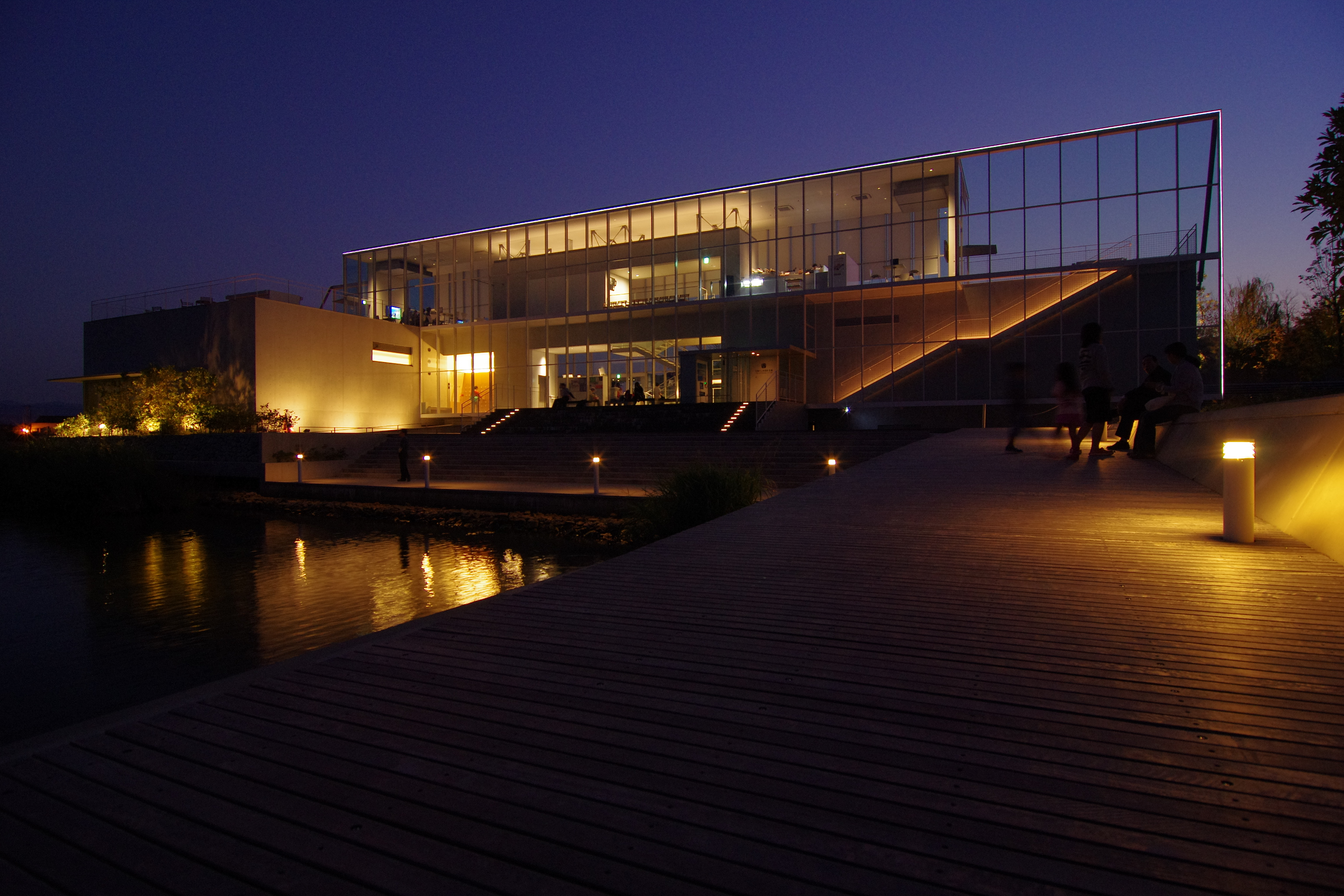
片山津温泉街湯（総湯）

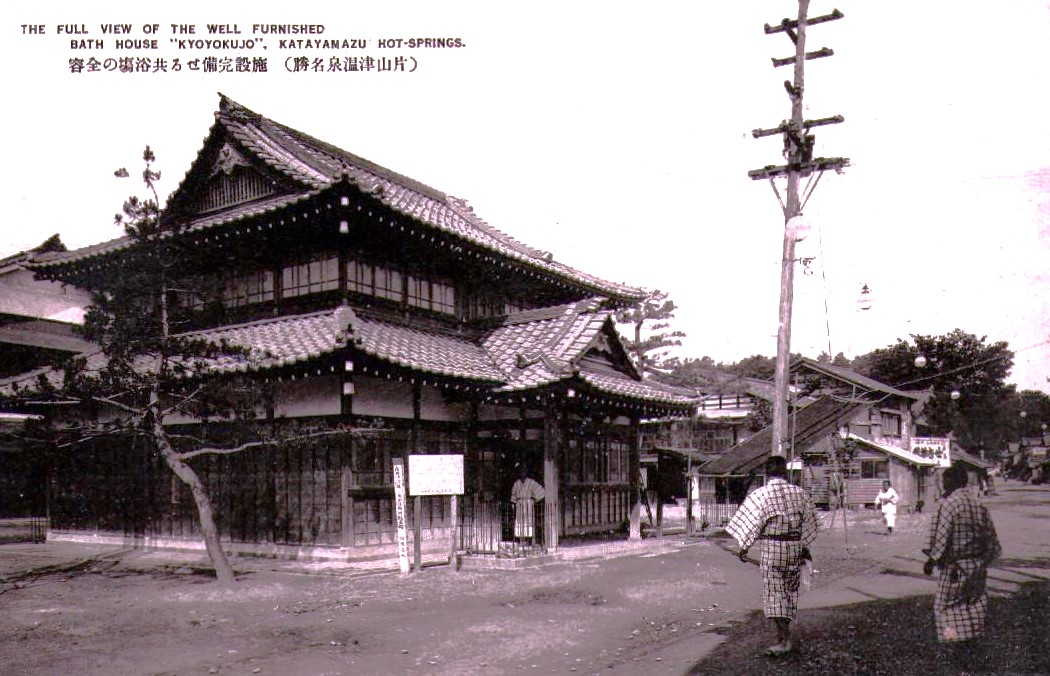
第二次世界大戦前の共浴場（当時の絵葉書）

片山津温泉（かたやまづおんせん）は、石川県加賀市の柴山潟湖畔にある温泉。加賀温泉郷の一つ。「片山津温泉」は地域団体商標でもある（権利者は片山津温泉旅館協同組合）。

## 泉質
ナトリウム・カルシウム塩化物泉。和倉温泉同様、無色透明で、塩分が非常に高い。

## 温泉街
柴山潟南西岸に温泉街があり、片山津温泉観光協会の公式サイトには2024年（令和6年）3月時点、9軒の宿泊施設が掲載されている（1軒は休業中）。2017年（平成29年）11月時点の石川県庁資料では旅館数10軒、ホテル数3軒となっていた。
観光客数は1980年（昭和55年）に151万4千人になったが、その後は旅行形態の変化などで次第に減少。バブル崩壊後に客足の減少や宿泊施設の倒産が進み、「第一観光ホテル」が1995年（平成7年）に廃業、かつては北陸随一の規模を誇った「北陸グランドホテル」が1997年（平成9年）に廃業した。
加賀市役所が2006年（平成18年）に廃業旅館の解体助成制度を整備すると撤去が進み、代わりに老人ホームなどの福祉施設や新たに総湯が建てられるなど町並みに変化が起こった。2023年（令和5年）には旅館「せきや」（2012年廃業）を解体して跡地を活用することになった。
2002年（平成14年）から2006年（平成18年）のまちづくり総合支援事業、2007年（平成19年）から2011年（平成23年）の都市再生整備事業で総湯、広場、足湯、遊歩道、散策路小路などが整備されている。

## 歴史
江戸時代に当地を治めていた大聖寺藩（加賀藩の支藩）第二代藩主前田利明が承応2年（1653年）、鷹狩で訪れた際、柴山潟に群れる水鳥を見て、湖底に温泉が湧出していることに気づいたと伝わる。藩費で工事に着手したものの水中であったため湯源を確保することができず、その後、何度も開発が試みられたが資金難もあり難航した。
1876年（明治9年）に柴山潟の一部を埋め立てる工事が始まり、造成された人工島に架橋されて温泉が利用できるようになり、翌1877年（明治10年）に片山津で初の温泉旅館が開業した。1882年（明治15年）にようやく源泉が確保され開湯した。
北陸最大級の山代温泉と同じく加賀温泉駅を最寄り駅とし、京阪神や中京地方からの団体旅行客を主な客層として、山代、そして山中温泉と共に歓楽温泉として発展を遂げていった。
全盛期の1980年（その年には北陸自動車道も開通した）には151万人の温泉客が訪れたが、バブル崩壊後による消費低迷や円高による海外旅行の増加、団体客から個人客へのニーズ変化とその対応の遅れなどで低迷し、2007年には32万人にまで落ち込んだ。
柴山潟の花火打ち上げやサイクリングロード整備によるレジャー開発、また「中谷宇吉郎雪の科学館」の建設、総湯の新設などで巻き返しを図っている。

## アクセス
鉄道
- JR北陸新幹線加賀温泉駅からタクシーで約10分。
- 最も近い駅は動橋駅（普通列車のみ停車）だが、1970年に動橋駅と大聖寺駅の間の作見駅（現：加賀温泉駅）が特急停車駅となって以降、加賀温泉駅が事実上の最寄駅となっている。
- かつては1965年に廃止された北陸鉄道片山津線が動橋駅から通じていた。

バス
- 加賀温泉駅から、まちづくり加賀が運行する観光周遊バス「キャンバス」小松空港線で「片山津温泉湯 街湯」「片山津温泉湯の元公園」または「片山津温泉西口」下車。11-14分。同バス海まわり線も運行しているが、周辺の観光地を片方向循環して運行するため行きは約60分を要する。
- 一般の路線バス[9]は、2010年秋頃より旅館組合の要望で、加賀温泉バスが加賀温泉駅との間を約10分で結ぶ「温泉片山津線」を試験的に運行している。

車
- 北陸自動車道片山津ICから石川県道20号小松加賀線、石川県道39号山中伊切線経由で約5分。